# Шарденберг
Шарденберг (нем. Schardenberg) — коммуна (нем. Gemeinde) в Австрии, в федеральной земле Верхняя Австрия. 
Входит в состав округа Шердинг.  Население составляет 2306 человек (на 31 декабря 2005 года). Занимает площадь 32 км². Официальный код  —  41423.

## Политическая ситуация
Бургомистр коммуны — Йозеф Шахнер (АНП) по результатам выборов 2003 года.
Совет представителей коммуны (нем. Gemeinderat) состоит из 25 мест.
- АНП занимает 16 мест.
- СДПА занимает 5 мест.
- АПС занимает 4 места.